# Arrondissement de Lauenbourg-Bütow

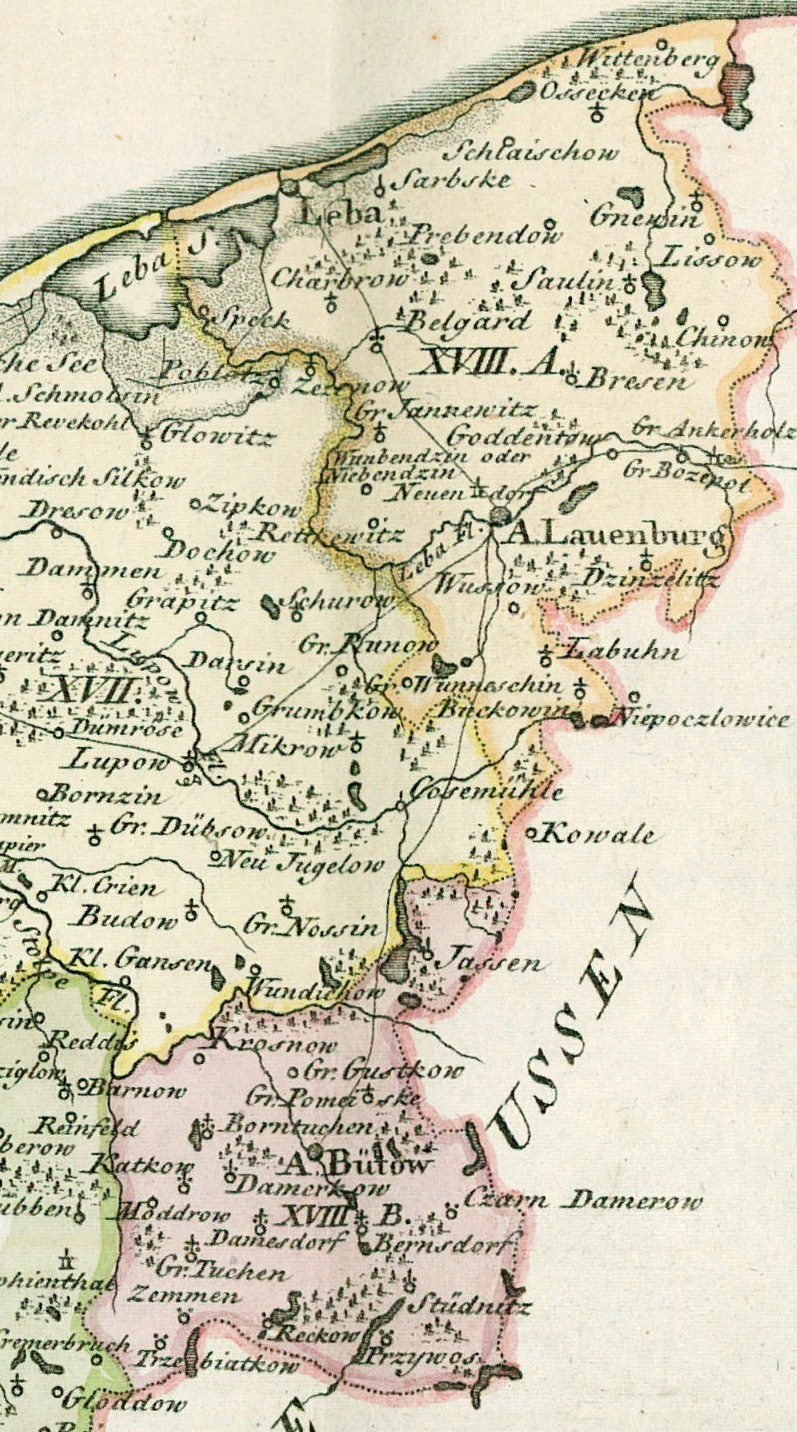
Arrondissement de Lauenbourg-Bütow

L'arrondissement de Lauenbourg-Bütow est un arrondissement qui existe en Poméranie de 1772/1777 à 1845. L'ancien territoire de l'arrondissement se trouve maintenant en grande partie dans les powiats Bytów et Lębork dans la voïvodie polonaise de Poméranie.

## Histoire
L'arrondissement est issu des terres de Lauenbourg et de Bütow, que les rois prussiens détiennent en fief de la couronne polonaise depuis 1637. Dans le cadre du premier partage de la Pologne en 1772 et formellement par le traité de Varsovie de 1773, le fief devient une partie intégrante de la Prusse. Cela met progressivement fin au statut spécial des États de Lauenbourg et de Bütow. En ce qui concerne les affaires judiciaires, Lauenbourg et Bütow sont initialement affectés à la Prusse-Occidentale en 1773. En ce qui concerne le reste de l'administration de l'État, Lauenbourg et Bütow font partie de la Poméranie. En 1777, les terres de Lauenbourg et de Bütow fusionnent officiellement avec le duché prussien de Poméranie et forment le nouveau arrondissement de Lauenbourg-Bütow. Le siège de l'administrateur de l'arrondissement est la ville de Lauenbourg. Ce n'est qu'en 1803/1804 que l'arrondissement de Lauenbourg-Bütow est attribué à la Poméranie, également en matière judiciaire.
L'arrondissement se compose des deux districts spatialement séparés de Lauenbourg au nord-est et de Bütow au sud-ouest. Le district de Lauenbourg comprend les villes de Lauenbourg et Leba, le bureau royal de Lauenbourg et d'autres villages nobles, tandis que le district de Bütow comprend la ville de Bütow, le bureau de Bütow et d'autres villages nobles .
À la suite du décret des autorités provinciales prussiennes du 30 avril 1815, l'arrondissement devient une partie du district de Köslin dans la province de Poméranie. Lors de la réforme des arrondissements de Poméranie de 1818, la démarcation de l'arrondissement n'est pas modifiée .
L'arrondissement de Lauenburg-Bütow n'appartient au Saint-Empire romain germanique qu'à sa fin en 1806, pas plus que les États de Lauenburg et de Bütow avant lui.
Le 1er janvier 1846, l'arrondissement est divisé en deux nouveaux arrondissements de Lauenbourg et Bütow.

### Démographie
| Année | Habitants | Remarques |
| ----- | --------- | --- |
| 1797  | 24 197    | [ 3 ] |
| 1816  | 23 286    | dont 20 811 évangéliques luthériens, 78 évangéliques réformés, 2200 catholiques et 197 juifs (dont six juifs sans droits civiques) ; 108 écoles élémentaires et 108 enseignants, |
| 1821  | 30 648    | dans 3937 maisons privées, dont 27 312 protestants, 3132 catholiques et 204 juifs (tous les juifs ayant la citoyenneté), qui ont ensemble 41 lieux de culte                      |
| 1846  | 52 508    | [ 6 ] |

## Administrateurs de l'arrondissement
Les administrateurs de l'arrondissement de Lauenbourg-Bütow sont:
- 1772–1779 0 0 Heinrich Eggard von Woedtke (de), dernier capitaine des terres de Lauenbourg et Bütow
- 1779–1794 0 0 Georg Christoph von Wussow (de), seigneur de Vietzig
- 1794–1800 0 0 Franz Christoph von Somnitz (de), chambellan héréditaire de Poméranie, seigneur de Bebbrow (de) et Jatzkow
- 1800–1814 0 0 Ernst Carl Ludwig von Weiher (de), conseiller, seigneur de Groß Botzepol (de)
- 1818–1822 0 0 Moritz Heinrich von Weiher (de), conseiller, seigneur de Zezenow et Dargerose
- 1823–1840 0 0 Friedrich von Selchow, seigneur de Rettkewitz[7]
- 1843–1845 0 0 Werner von Selchow, seigneur de Rettkewitz, fils du précédent